# 土屋直武
土屋 直武（つちや なおたけ、1999年12月22日 - ）は、日本の俳優、歌手。芸能事務所エーライツ所属。

## 人物
- 2021年3月21日に男性ダンス&ボーカルグループ「AVEST」のリーダーとしてデビューし、2023年12月22日にて同グループを卒業した。[4]
- 2021年7月、ミュージカル『テニスの王子様』4thシーズン 伊武深司役が初舞台。
- 中高六年間ソフトテニス部に所属。中学では副部長。高校では「真面目だから」という理由で一年生から三年間部長に任命されていた。
- K-POPが好きで、学生時代は深夜バスで遠征してLIVEへ足を運んでいた。
- 好物はラーメン。
- 趣味は音楽、散歩、旅行。
- 好きな動物は柴犬で特に黒柴が好き。本人もよく柴犬に似ていると言われている。

## 出演
太字は主演作品。

### 舞台
- ミュージカル・テニスの王子様4thシーズン - 伊武深司 役 
  - 4thシーズン お披露目会（2021年5月29日、品川プリンスホテル ステラボール）[5]
  - 青学vs不動峰（2021年7月9日 - 8月29日、TOKYO DOME CITY HALL 他）[6]
  - 青学vs聖ルドルフ・山吹（2022年7月5日 - 8月28日、日本青年館ホール、メルパルクホール大阪 他）[7]
  - テニミュ秋の合同大運動会2023（2023年11月14日 - 15日、有明アリーナ）[8]
  - Dream Live 2024～Memorial Match～（2024年5月25日 - 26日、神戸ワールド記念ホール・5月31日 - 6月2日、有明アリーナ）[9]
- ぼくらの七日間戦争 2022（2022年2月4日 - 6日、東京建物 Brillia HALL） - 天野司朗 役[10] ※降板[11]
- アオアシ（2022年5月18日 - 22日、こくみん共済 coop ホール／スペース・ゼロ） - 黒田勘平 役[12]
- Paradox Live on Stage - 矢戸乃珂波汰 役
  - Paradox Live on Stage  vol.2（2023年3月9日 ‐ 19日、品川プリンスホテル ステラボール） [13]
  - Paradox Live on Stage THE LIVE ～All ARTISTS～（2024年7月27日 ‐ 28日、品川プリンスホテル ステラボール） [14]
- 脳内クラッシュ演劇「DRAMAtical Murder」フラッシュバック（2023年4月28日 - 5月7日、品川プリンスホテル ステラボール） - 主演・蒼葉 役[15]
- 『チェンソーマン』ザ・ステージ（2023年9月16日 - 10月1日、天王洲 銀河劇場 / 10月6日 - 9日、京都劇場） - 主演・デンジ 役[16]
- 特殊ミステリー歌劇『心霊探偵八雲』-呪いの解法-（2024年2月21日 - 3月3日、品川プリンスホテル クラブeX）- 白井解 役[17]
- ミュージカル『七色いんこ』（2024年9月14日 - 16日、COOL JAPAN PARK OSAKA WWホール / 9月20日 - 29日、品川プリンスホテル ステラボール） - 陽介 役[18]
- 演劇【推しの子】2.5次元舞台編（2024年12月13日 - 22日、シアターH / 12月26日 - 29日、梅田芸術劇場 シアター・ドラマシティ） - 鳴嶋メルト 役[19]
- 舞台『魔道祖師』邂逅編（2025年3月22日 - 30日、シアターH / 4月4日 - 6日、京都劇場） - 藍景儀 役[20]
- ネルケ×悪童会議プロジェクト『絢爛とか爛漫とか』（2025年9月11日 - 28日〈予定〉、新宿シアタートップス） - 加藤常吉 役[21]
- 舞台『ジョーカー・ゲームIII』（2025年11月21日 - 30日〈予定〉、天王洲 銀河劇場） - 波多野 役[22][23]

### 雑誌
- Prince of STAGE Vol.12（2021年5月発売） - 土屋直武、持田悠生 グラビア＆インタビュー
- ジャンプSQ. 9月号（2021年8月発売） - 土屋直武、毎熊宏介 インタビュー
- JUNON 9月号（2023年7月22日発売） - 今月の推しMEN
- TVガイドStage Stars vol.23（2023年8月31日発売）

### Web生配信
- キャストサイズニュース(2021年〜 、キャストサイズチャンネル)
  - 第137回(2021年10月20日) [24]
  - 第142回(2022年3月16日) [25]
  - 第156回(2023年5月24日) [26]
  - 第161回(2023年10月18日)[27]
- 小波津亜廉の『あれんちゅたいむ』 #43（2023年4月24日、スマボch）[28]
- 佐奈宏紀のむちゃクエスト! STAGE2 supported by ニコメン 第1回（2024年3月13日、ニコメン）[29]

### イベント
- 毎熊宏介 バレンタインイベント（2022年2月11日、労音大久保会館R’sアートコート）[30]※延期
- ミュージカル『テニスの王子様』4thシーズン 青学vs不動峰 Blu-ray/DVD発売記念イベント【プリンスの部】（2022年3月20日、場所非公開）
- ACTORS☆LEAGUE 
  - in Basketball 2022（2022年10月11日、東京体育館メインアリーナ）[31]
  - in Basketball 2023（2023年10月11日、東京体育館メインアリーナ）[32]
  - あくたーず☆りーぐ アートフェスタ in よみうりランド「フラワーパークでらんらんRUN」（2023年11月18日 - 19日、よみうりランド、HANA・BIYORI）- 仮面出展のみ [33]
- 毎熊宏介 バレンタインイベント2023（2023年2月19日、グレースバリ新宿本店） - 2部ゲスト[34]
- テニミュ 春の上映祭（2023年5月16日、Mixalive TOKYO Theater Mixa）[35]
- 堀海登 BirthdayEvent2023（2023年6月11日、ふれあい貸し会議室 新宿No73） - 1部ゲスト[36]
- 大崎捺希Birthday Event2023（2023年8月12日、音部屋スクエア） - 2部ゲスト[37]
- 土屋直武 ファンミーティング Vol.01（2023年10月14日、LIFORK HARAJUKU）[38]
- 毎熊宏介 27thバースデーイベント（2023年11月3日、アトリエファンファーレ東新宿） - 1部ゲスト[39]
- 佐奈と灯る ～君のcheekは火照る～（2023年12月2日、DDD AOYAMA CROSS THEATER） - 1部ゲスト[40]
- ジャンプフェスタ 2024（2023年12月16日、幕張メッセ 国際展示場） - 『チェンソーマン』ザ・ステージトークステージ[41]
- NAO 24th Birthday Party（2023年12月17日、CARATO71）[42]
- STAGE FES 2023-2024（2023年12月31日、立川ステージガーデン） [43]

## ディスコグラフィ
| 配信開始日   | タイトル              | 規格                   |
| ------------ | --------------------- | ---------------------- |
| 2024年5月3日 | You're the one for me | デジタル・ダウンロード |